# Эльце, Карл
Фридрих Карл Эльце (нем. Friedrich Karl Elze; 22 мая 1821, Дессау — 21 января 1889, Галле) — немецкий филолог, англист, историк литературы, шекспировед, редактор, переводчик, педагог.

## Биография
Сын пастора. С 1839 по 1843 год изучал классическую филологию в университетах Лейпцига и Берлина, затем современную литературу, главным образом, английскую, с этой целью предпринимал неоднократные учебные поездки в Лондон и Эдинбург.
Более 25 лет учительствовал в гимназии Дессау. С 1876 года работал профессором английского языка и словесности в университетете Галле.
В 1851 году вышел в свет его первый труд: «Englischer Liederschatz» (5 изд., Галле, 1869). В своих критических изданиях некоторых произведений английской литературы, в том числе «Гамлета» (1857, новая обработка 1882), автор старался применить строгий метод классической филологии к новой литературе. Две пьесы (Чапманна и Роулея), очень важные для исследователей Шекспира, были изданы им в первый раз. Ему принадлежат также ценные биографические работы: «Sir Walter Scott» (Дрезден, 1864) и «Lord Byron» (Берлин, 1870; 5 изд., 1886).
В 1867—1879 годах состоял редактором «Shakespeare Jahrbuch» и выпустил тома 3—14 этого издания. Избранные его статьи из этого журнала появились в 1876 г. (Галле) под заглавием «Abhandlungen zu Shakespeare».
Результатом многолетних занятий Шекспиром было обширное критико-биографическое исследование Эльце: «William Shakespeare» (Галле, 1876). Другие его работы: «Eine Frühlingsfahrt nach Ediüburg» (Дессау, 1866); «Nach Westen» — переводы английских и американских стихотворений (Дессау, 1869); «Die englische Sprache und Litteratur in Deutschland» (Дрезден, 1864); «Der englische Hexameter» (Дрезден, 1867); «Vermischte Blätter» (Кётен, 1875); «Gedichte» (Галле, 1878; 2 изд., 1881); «Notes on Elizabethan dramatists with conjectural emendations of the text» (Галле, 1880—86; новое изд. 1889) и «Grundriss der englischen Philologie» (Галле, 1887, 2 изд., 1888).

## Избранные сочинения
- Весенняя поездка в Эдинбург. 1860
- Сэр Вальтер Скотт, в 2 томах 1864 г.
- Английский язык и литература в Германии. Памятное издание к трехсотлетию со дня рождения Шекспира. Дрезден, 1864 г.,
- Английский гексаметр. Трактат. Дессау, 1867 .
- Лорд Байрон . Берлин 1870
- Уильям Шекспир . Галле, 1876
- Трактаты о Шекспире . Оксфорд , 1877
- Милтон . Аналог Шекспира. Веймар 1877
- Очерк английской филологии . Галле, 1887

Переводы
- Запад Хо! Британские и американские стихи в переводе Карла Эльзе. Лейпциг 1857